# Abemama
Abemama (anciennement et pendant une courte période Roger Simpson Island) est un atoll des Kiribati, dans la partie centrale de l'archipel des îles Gilbert.
Sa superficie est de 16 km2 pour une population de 3 257 Gilbertins (2020). C'est le lieu de proclamation du protectorat britannique sur la totalité des îles Gilbert, par le capitaine Edward H.M. Davis du Royalist le 27 mai 1892. Ce fut également une résidence de Robert Louis Stevenson et la cure du père Ernest Sabatier.
La population se répartit sur 14 localités selon le recensement de 2015 :
- Abatiku, 154 habitants, sur un îlot isolé du reste de l'atoll
- Tabiang, 554, le village le plus peuplé
- Tekatirirake, 168,
- Tanimainiku, 136,
- Kauma, 146,
- Bukiraba, 110,
- Baretoa, 160,
- Tabontebike, 252,
- Kariatebike, 251,
- Bangotantekabwaia, 409,
- Tebanga, 252,
- Manoku, 220,
- Kabangaki, 411,
- Biike, 6 (un foyer seulement), sur un îlot isolé sur l'atoll.

Vers la fin du XIXe siècle, Abemama fut la capitale d'un royaume dirigé par le roi Tembinok', dont l'autorité s'étendit sur Aranuka, Kuria et, brièvement, Maiana et Nonouti.
Abemama possède un aéroport, l'aéroport d'Abemama (en) (code AITA : AEA).